# Løgkarse (art)
Løgkarse (Alliaria petiolata) er en 20-100 cm høj, to-årig urt med en opret vækst, der gror i muldjord i skove og hegn i hele Danmark. Plantens navn henviser til, at bladene har en kraftig lugt af løg.

## Beskrivelse

### Første år
I det første år består planten af en lav roset af grønne blade tæt på jorden. Bladrosetten er vintergrøn og udvikler sig først til voksen plante følgende forår.

### Andet år
Andet år vokser planten til en højde af 30-100 cm (sjældent til 130 cm).
Stænglerne er stivhårede forneden, men ellers glatte. Bladene forneden ved roden danner en krans af nyreformede blade med lange stilke. Bladene længere oppe er spredtstillede, trekantet til hjerteformede og med grovtakket rand. Bladene er 10-15 cm lange og 5-9 cm brede. Over- og underside er ensartet græsgrøn. Blomstringen sker i maj-juni. Blomsterne er hvide, 4-tallige blomster, der er samlet i endestillede toppe. De fire kronblade i de enkelte blomster sidder to og to over for hinanden så de danner et lille kors. Kronbladene er 4-8 mm lange og 2-3 mm brede. Frugterne er først grønne, senere lysebrune/-grå skulper med mange, olieholdige små skinnende sorte frø, der sidder i to række og frigives, når skulpen åbnes. En enkelt plante kan producere hundredvis af frø, som kan spredes flere meter fra moderplanten.
Roden er en tynd hvid pælerod, der gror dybt. Roden lugter ligesom peberrod. Højde x bredde: 100 x 25 cm.

## Voksested
Løgkarse er hjemmehørende i Danmark, hvor den egentlig er knyttet til skovbunden, men den trives også fint i hegn og krat, ja sågar på mure og vejkanter, i haver og på opgivne pladser (ruderater). Den findes ofte i selskab med Stor Nælde og andre indikatorarter for kvælstof.

## Udbredelse
Planten vokser naturligt i Europa, Vest- og Centralasien, Nordvestafrika, fra Marokko over Spanien og det nordlige Skandinavien til Nordindien og det vestlige Kina (Xinjiang). Planten blev i 1860'erne indført til USA som krydderurt og er nu en invasiv art over store dele af USA.

## Lugt
Hele planten lugter og smager af hvidløg, hvis man skader den.

## Anvendelse

### Lægeplante
Planten har været brugt som lægeplante siden Middelalderen. Tidligere i medicin ved
- sygdomme i luftvejene og som
- ormemiddel.

Planten anvendes næppe længere som lægeplante.

#### Indholdsstoffer
Løgkarse indeholder følgende stoffer:
- sennepsolieglycosider
- svovlholdig æterisk olie
- hjerteaktive glycosider

### Krydderiplante
Løgkarse er den første krydderiplante i historien, som man har kendskab til, idet den brugtes af befolkningen i Danmark for 5.900 til 6.200 år siden (Stenø og Åkonge på Vestsjælland). De ældste spor af krydderiet er fundet på indersiden af lerpotter og lerkar anvendt i stenalderkøkkenet. Spor af krydderiet er også fundet på en stenalderboplads ved Neustadt i Slesvig-Holsten. Alle spor hidrører fra Ertebølle-kulturen i Danmarks jægerstenalder. 
Planten bruges stadig som krydderurt som alternativ til løg, purløg eller karse.
Fødevarestyrelsen fraråder at spise mere end 13 g friske blade (mindre for børn).

### Foderplante for sommerfugle
Planten er en vigtig foderplante for larverne af flere forskellige sommerfugle af hvidvingefamilien, fx aurora og grønåret kålsommerfugl.